# Ловетсвилл (Виргиния)
Ловетсвилл (англ. Lovettsville) — город в округе Лаудон в штате Виргиния США. По данным переписи 2020 года, численность населения города составляла 2694 человека.

## Население
| 2010 | 2020  |
| ---- | ----- |
| 1613 | ↗2694 |